# توماس هنري دالي
توماس هنري دالي (بالإنجليزية: Thomas Henry Dale)‏ هو سياسي أمريكي، ولد في 12 يونيو 1846 في الولايات المتحدة، وتوفي بنفس المكان في 21 أغسطس 1912. حزبياً، نشط في الحزب الجمهوري. وقد انتخب عضو مجلس النواب الأمريكي.